# Peltaste

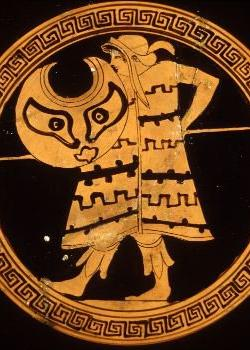
Kylix (vase) à figures rouges représentant un peltaste avec l’ensemble de son équipement.

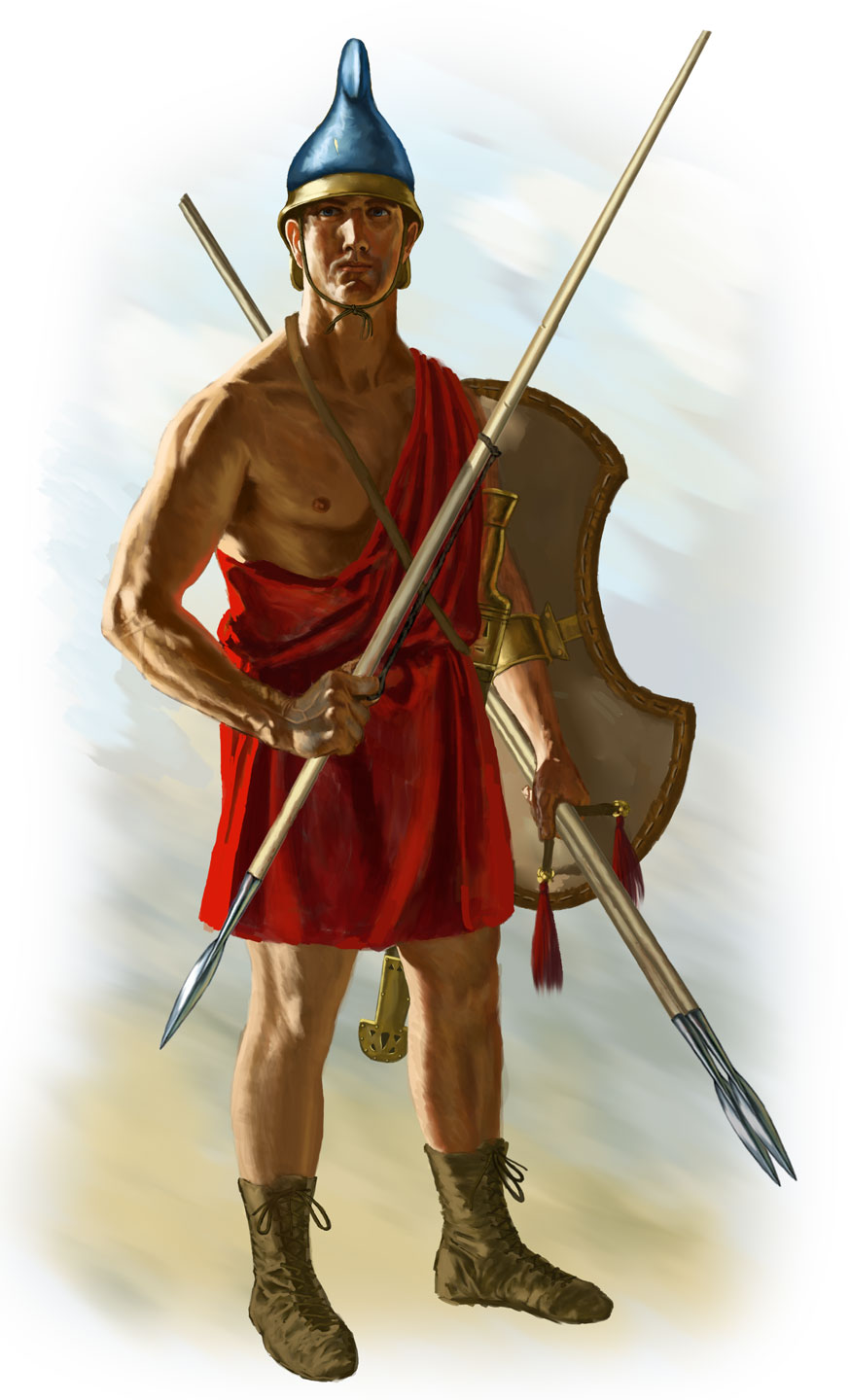
Peltaste agriane armé de javelots.

Les peltastes (en grec ancien πελτασταί / peltastaí, de πέλτη / péltê, un bouclier léger) sont, à partir du IVe siècle av. J.-C., l'infanterie légère mercenaire caractéristique des armées grecques puis hellénistiques.

## Historique

### Époque classique
Les peltastes sont recrutés au départ dans les cités grecques de la côte de Thrace puis au fil du temps ils proviennent d'horizons plus variés. Cette infanterie légère, par opposition à l'infanterie lourde composée des hoplites, est constituée de soldats portant un bouclier d'osier léger (la peltè), soit rond soit en forme de croissant, et armés de javelots et d'une épée. Le peltè est parfois recouvert d'une peau de chèvre ou de mouton, parfois même de bronze poli.
Au début du IVe siècle av. J.-C., ils ne forment qu’une troupe d’appoint, utilisée contre les charges de cavalerie, avec le jet massif de leurs javelots, puis ils utilisent ensuite leur épée. Ils servent probablement également dans la poursuite des vaincus. Cependant, étant donné le faible coût d’équipement, des corps importants ont pu être constitués, et il est arrivé qu’ils remportent des succès face aux hoplites plus puissamment armés, comme à Lechaion ou à Sphactérie où ils contraignirent l'armée spartiate (enfermée dans l'îlot face à la rade de Pylos) à se rendre.

### Époque hellénistique
Durant l'époque hellénistique le peltaste reste le fantassin léger connu aux siècles précédents. Outre les Thraces et les Illyriens, les plus fameux sont les javeliniers agrianes de l'armée d'Alexandre le Grand. Les phalangites professionnels de Macédoine sont parfois équipés du petit bouclier (la peltè) des peltastes, ce qui génère parfois des confusions chez les auteurs antiques, dont Tite-Live qui les mélange à foison.
Le peltaste léger reste fréquent dans les armées grecques et hellénistiques des IIIe et IIe siècles av. J.-C., notamment chez les Lagides et les Séleucides. Leur équipement s'alourdit néanmoins avec l'adoption d'un long bouclier ovale, le thuréos (hérité des Celtes et probablement importé en Grèce par les Thraces et les Illyriens) qu'utilisent également les thuréophores à la même époque.
Strabon écrit dans sa Géographie « que dans leurs guerres, on peut dire que les Ibères n'ont jamais combattu autrement qu'en peltastes, car, par suite de leurs habitudes de brigandage, ils étaient tous armés à la légère et ne portaient, comme font, avons-nous dit, les Lusitaniens, que le javelot, la fronde et l'épée ».

### Littérature
" Les pauvres furent exclus de l'armée ; tout au plus les employa-t-on comme vélites et comme peltastes, ou parmi les rameurs de la flotte ". Fustel de Coulonges in La cité antique (1864)